# Lista okrętów Royal Navy, F
Ta sekcja listy okrętów Royal Navy zawiera wszystkie okręty Royal Navy których nazwa zaczyna się od F.
Aby zobaczyć wyłącznie listę okrętów obecnie pozostających w służbie, zobacz Lista obecnie służących okrętów Royal Navy
W wielu przypadkach nazwa była używana wielokrotnie dla wielu jednostek na przestrzeni wieków. Jeżeli tak było, to po kliknięciu na nazwę powinno się wyświetlić hasło zawierające spis wszystkich jednostek noszących taką nazwę.
- „F1”
- „F2”
- „F3”
- „Fagons”
- „Fair Rhodian”
- „Fair Rosamond”
- „Fairfax”
- „Fairfield”
- „Fairy”
- „Fairy Queen”
- „Faith”
- „Faithful”
- „Fal”
- „Falcon”
- „Falcon Flyboat”
- „Falcon in the Fetterlock”
- „Falcon of the Tower”
- „Falkland”
- „Falkland Prize”
- „Falmouth”
- „Fama”
- „Fame”
- „Fancy”
- „Fandango”
- „Fanfan”
- „Fanny”
- „Fantome”
- „Fareham”
- „Farncomb”
- „Farndale”
- „Farnham Castle”
- „Farragut”
- „Fastnet”
- „Faulknor”
- „Faversham”
- „Favorite”
- „Favourite”
- „Fawkner”
- „Fawn”
- „Fearless”
- „Felicidade”
- „Felicite”
- „Felicity”
- „Felix”
- „Felixstowe”
- „Fellowship”
- „Felmersham”
- „Fencer”
- „Fenella”
- „Fennel”
- „Fenton”
- „Fergus”
- „Fermoy”
- „Fernie”
- „Feroze”
- „Ferret”
- „Ferreter”
- „Fervent”
- „Feversham”
- „Fidelity”
- „Fidget”
- „Fierce”
- „Fife”
- „Fife Ness”
- „Fighter”
- „Fiji”
- „Filey”
- „Finch”
- „Findhorn”
- „Finisterre”
- „Finwhale”
- „Fiona”
- „Fireball”
- „Firebrand”
- „Firedrake”
- „Firefly”
- „Firequeen”
- „Firm”
- „Firme”
- „Fisgard”
- „Fishguard”
- „Fiskerton”
- „Fittleton”
- „Fitzroy”
- „Flambeau”
- „Flamborough”
- „Flamborough Head”
- „Flamborough Prize”
- „Flame”
- „Flamer”
- „Flamingo”
- „Flash”
- „Flax”
- „Fleche”
- „Fleetwood”
- „Fleur de la Mer”
- „Fleur de Lys”
- „Flewende Fische”
- „Flight”
- „Flinders”
- „Flint”
- „Flint Castle”
- „Flintham”
- „Flirt”
- „Flockton”
- „Flora”
- „Florentina”
- „Florida”
- „Floriston”
- „Florizel”
- „Flower de Luce”
- „Fly”
- „Flying Fish”
- „Flying Fox”
- „Flying Greyhound”
- „Foam”
- „Foley”
- „Folkeston”
- „Folkestone”
- „Force”
- „Ford”
- „Fordham”
- „Foresight”
- „Forest Hill”
- „Forester”
- „Forfar”
- „Formidable”
- „Forres”
- „Fort Erie”
- „Fort Francis”
- „Fort William”
- „Fort York”
- „Forte”
- „Forth”
- „Fortitude”
- „Fortituud”
- „Fortune”
- „Fortune Prize”
- „Fortunee”
- „Forward”
- „Foster”
- „Fotheringay Castle”
- „Foudroyant”
- „Fougueux”
- „Fountain”
- „Fowey”
- „Fowy”
- „Fox”
- „Foxglove”
- „Foxhound”
- „Foyle”
- „Franchise”
- „Francis”
- „Franklin”
- „Fraser”
- „Fraserburgh”
- „Frederick William”
- „Frederickstein”
- „Frederickswaern”
- „Fredericton”
- „Freesia”(inne języki)
- „Fremantle”
- „French Ruby”
- „French Victory”
- „Frere”
- „Frettenham”
- „Freya”
- „Friendship”
- „Friezland”
- „Fritham”
- „Fritillary”
- „Frobisher”
- „Frog”
- „Frolic”
- „Frome”
- „Frontenac”
- „Fubbs”
- „Fuerte”
- „Fulmar”
- „Fulminate”
- „Fundy”
- „Furieuse”
- „Furious”
- „Furnace”
- „Fury”
- „Fuze”
- „Fyen”
- „Fylla”